# Орден Лебедя

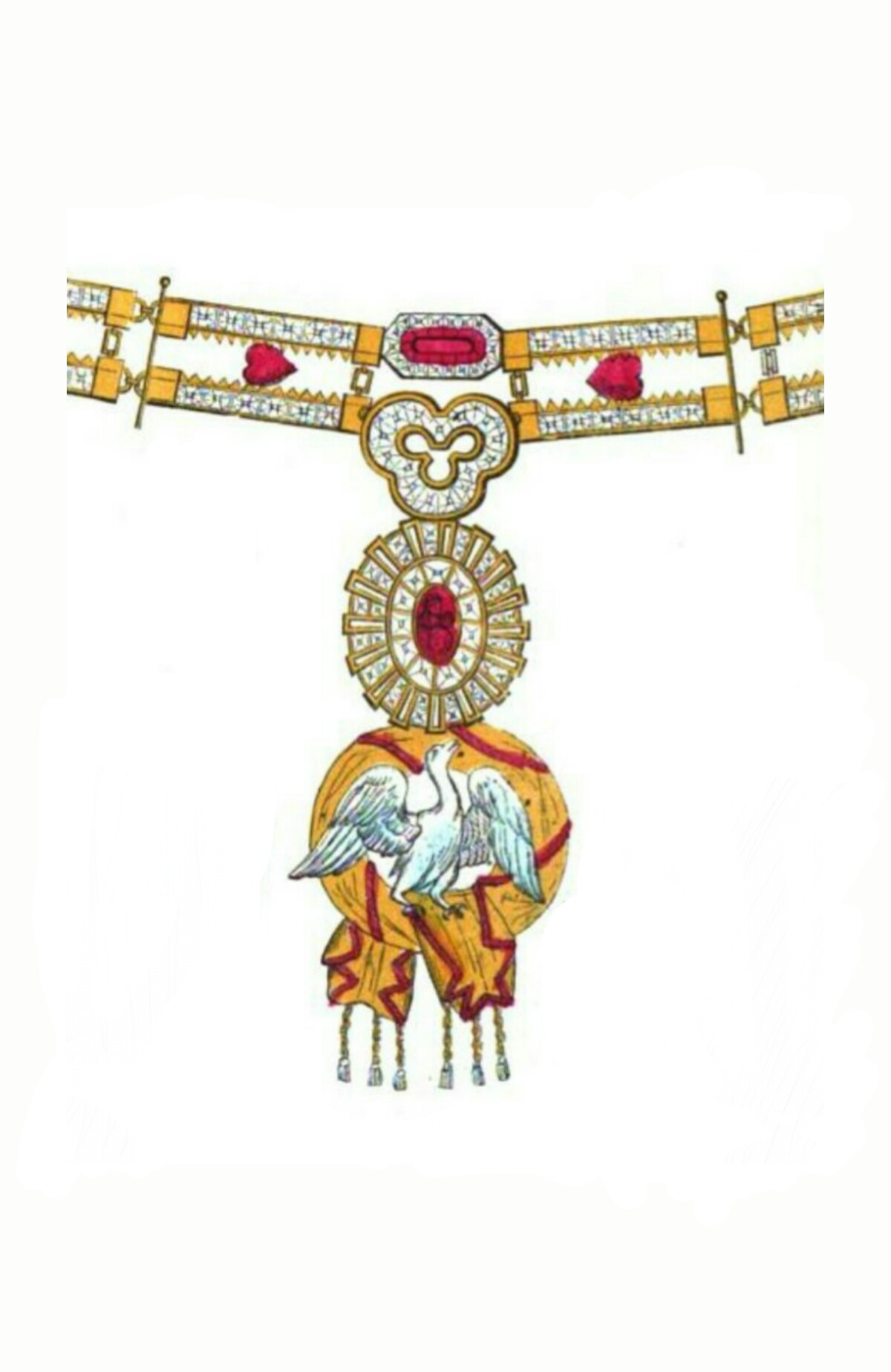
Орден Лебедя

Орден Нашої Милої Пані або Орден Лебедя (нім. Orden unserer lieben Frauen zum Schwan або Schwanenorden) — пруський лицарський орден, заснований 1440 року курфюрстом Бранденбурга Фрідріхом II. Мав на меті боротися з моральним розкладом бранденбурзької шляхти та зміцнювати благочестя та чесність у країні. Орден був присвячений Діві Марії, до нього могли приєднатися і жінки.

## Історія
Орден Нашої Любої Богоматері Лебедя (нім. Orden unserer lieben Frauen zum Schwan), також скорочено Орден Лебедя (Schwanenorden), як духовний лицарський орден князів і шляхти, що ним керував рід Гогенцоллернів, був заснований 29 вересня 1440 року курфюрстом Фрідріхом II Бранденбурзьким. За ідею ордену слугувала середньовічна легенда про лицаря-лебедя.
Спочатку спільнота складалася з тридцятьох чоловіків та сімох жінок, об'єднаних для вшанування Діви Марії. Її штаб-квартирою була паломницька церква Св. Марії, розташована на пагорбі поблизу Бранденбурга на Гафелі. Прикладом для наслідування був Орден Рюденбандів.
Орден швидко розширився, налічуючи 1464 року близько 330 членів, а також інші філії, засновані у Франконському князівстві Ансбах і у володіннях Тевтонського ордену в Східній Пруссії, а в інших частинах Священної Римської імперії. Нарівні з заохоченням до більшого ентузіазму шанувати Діву Марію, орден прагнув сприяти діям у справах милосердя.
Занепав під час протестантської Реформації, оскільки цей рух не визнавав особливого статусу Марії. Зник бл. 1539 року.
1843 року орден був відроджений королем Пруссії Фрідріха Вільгельма IV як товариство чоловіків і жінок для підтримки благодійної діяльності. У цьому втіленні це була спілка, відкрита для чоловіків і жінок усіх віросповідань, задля поборення фізичних і моральних хвороб. Орден вручався тільки в одному ступені. Нагороду носили на ланцюжку.
Нині в Нюрнберзі існує династична нагорода та благодійна асоціація Schwanenritterorden під патронатом принца з Гогенцоллернів Пилипа Кирила Пруського.